# Volma (vattendrag i Vitryssland, Minsks voblast, lat 53,58, long 28,31)
Volma (vitryska: Волма) är ett vattendrag i Belarus.   Det ligger i voblasten Minsks voblast, i den centrala delen av landet, 60 km sydost om huvudstaden Minsk.
Omgivningarna runt Volma är en mosaik av jordbruksmark och naturlig växtlighet. Runt Volma är det ganska glesbefolkat, med 32 invånare per kvadratkilometer.